# Korošče
Korošče – wieś w Słowenii, w gminie Cerknica. W 2018 roku liczyła 2 mieszkańców.